# Skoki do wody na Igrzyskach Europejskich 2023
Skoki do wody na Igrzyskach Europejskich 2023 - rozgrywane były w dniach 22 - 28 czerwca 2023r. w Arenie Rzeszów.

## Kwalifikacje
| Państwo         | Synchronicznie | Synchronicznie | Synchronicznie | Synchronicznie | Synchronicznie | Synchronicznie | Indywidualnie | Indywidualnie | Indywidualnie | Indywidualnie | Indywidualnie | Indywidualnie |
| Państwo         | 3 m mężczyzn   | 10 m mężczyzn  | 3 m kobiet     | 10 m kobiet    | 3 m mieszane   | 10 m mieszane  | 1 m mężczyzn  | 3 m mężczyzn  | 10 m mężczyzn | 1 m kobiet    | 3 m kobiet    | 10 m kobiet   |
| --------------- | -------------- | -------------- | -------------- | -------------- | -------------- | -------------- | ------------- | ------------- | ------------- | ------------- | ------------- | ------------- |
| Polska          |                |                |                |                |                |                |               |               |               |               |               |               |
| Total: 1 państw |                |                |                |                |                |                |               |               |               |               |               |               |

## Rezultat

### Kobiety
| Konkurencja                   | Złoto                                | Rezultat | Srebro                            | Rezultat | Brąz                                       | Rezultat |
| Trampolina 1 m indywidualnie  | Michelle Heimberg                    | 273,25   | Emilia Nilsson Garip              | 273,10   | Grace Reid                                 | 266,90   |
| Trampolina 3 m indywidualnie  | Chiara Pellacani                     | 321,45   | Emilia Nilsson Garip              | 316,60   | Michelle Heimberg                          | 306,70   |
| Trampolina 3 m synchronicznie | Deshame Bent-Ashmeil / Amy Rollinson | 279,90   | Lena Hentschel / Jana Lisa Rother | 276,33   | Elena Bertocchi / Chiara Pellacani         | 273,69   |
| Wieża 10 m indywidualnie      | Eden Cheng                           | 331,60   | Christina Wassen                  | 330,95   | Sarah Jodoin Di Maria                      | 320,10   |
| Wieża 10 m synchronicznie     | Christina Wassen / Elena Wassen      | 297,72   | Ksenija Bajło / Sofia Esman       | 274,68   | Valeria Antolino / Ana Carvajal San Miguel | 261,48   |

### Mężczyźni
| Konkurencja                   | Złoto                           | Rezultat | Srebro                                       | Rezultat | Brąz                             | Rezultat |
| Trampolina 1 m indywidualnie  | Ross Haslam                     | 422,95   | Alexis Jandard                               | 411,50   | Lorenzo Marsaglia                | 410,55   |
| Trampolina 3 m indywidualnie  | Moritz Wesemann                 | 465,40   | Jules Bouyer                                 | 440,15   | Alexis Jandard                   | 430,70   |
| Trampolina 3 m synchronicznie | Ołeh Kołodij / Danyło Konowałow | 410,16   | Lorenzo Marsaglia / Giovanni Tocci           | 402,66   | Jules Bouyer / Alexis Jandard    | 394,92   |
| Wieża 10 m indywidualnie      | Timo Barthel                    | 435,40   | Robbie Lee                                   | 413,20   | Riccardo Giovannini              | 411,20   |
| Wieża 10 m synchronicznie     | Kirill Boliukh / Ołeksij Sereda | 398,70   | Riccardo Giovannini / Eduard Timbretti Gugiu | 388,83   | Benjamin Cutmore / Matthew Dixon | 372,69   |

### Mieszane
| Konkurencja                   | Złoto                             | Rezultat | Srebro                        | Rezultat | Brąz                                           | Rezultat |
| Trampolina 3 m synchronicznie | Chiara Pellacani / Matteo Santoro | 291,39   | Grace Reid / James Heatly     | 283,89   | Emilia Nilsson Garip / Elias Petersen          | 282,60   |
| Wieża 10 m synchronicznie     | Kseniia Bailo / Kirill Boliukh    | 322,68   | Elena Wassen / Alexander Lube | 306,12   | Sarah Jodoin Di Maria / Eduard Timbretti Gugiu | 283,14   |
| Konkurs drużynowy             | Ukraina                           | 438.30   | Włochy                        | 398.25   | Hiszpania                                      | 381.45   |

## Klasyfikacja medalowa
*   Gospodarz ( Polska)
| Miejsce | Reprezentacja   | Złoto | Srebro | Brąz | Razem |
| ------- | --------------- | ----- | ------ | ---- | ----- |
| 1       | Ukraina         | 4     | 1      | 0    | 5     |
| 2       | Niemcy          | 3     | 3      | 0    | 6     |
| 3       | Wielka Brytania | 3     | 2      | 2    | 7     |
| 4       | Włochy          | 2     | 3      | 5    | 10    |
| 5       | Szwajcaria      | 1     | 0      | 1    | 2     |
| 6       | Francja         | 0     | 2      | 2    | 4     |
| 7       | Szwecja         | 0     | 2      | 1    | 3     |
| 8       | Hiszpania       | 0     | 0      | 2    | 2     |
| Razem   | Razem           | 13    | 13     | 13   | 39    |